# Gennadi Alexandrowitsch Chwatow
Gennadi Alexandrowitsch Chwatow (russisch Геннадий Александрович Хватов; * 3. Mai 1934 in Myschkino, Oblast Jaroslawl; † 11. November 2020 in Wladiwostok, Region Primorje) war ein sowjetischer bzw. russischer Admiral. Von 1986 bis 1993 war er Kommandeur der Pazifikflotte.

## Leben
Chwatow besuchte bis 1952 die Saratower vorbereitende Seekriegsschule. Von 1952 bis 1956 war er Offiziersschüler der Seekriegshochschule für U-Bootfahrer Leningrader Komsomol. Seinen Dienst begann er 1956 in der Pazifikflotte als Kommandeur der Rudergängergruppe des Navigationsgefechtsabschnittes (GA-1) und als Gehilfe des Kommandanten eines Diesel-U-Boots sowie eines Atom-U-Bootes. Von 1964 bis 1965 absolvierte er höhere Offiziersspeziallehrgänge der Seekriegsflotte. Von 1965 bis 1971 war er anfangs Erster Offizier, dann Kommandeur eines Atom-U-Bootes der Pazifikflotte und nahm an einer Reihe von längeren Ozeanfahrten teil. Nach dem Abschluss der Seekriegsakademie (1971–1973) widmete sich Chwatow in seiner Funktion als Stabschef einer Atom-U-Bootdivision der Pazifikflotte unter anderem der Ausbildung von U-Bootkommandanten und der Vervollkommnung der Arbeitsorganisation des Divisionsstabes. Von 1974 bis 1976 absolvierte er die Militärakademie des Generalstabes der sowjetischen Streitkräfte und war im Anschluss bis 1978 Kommandeur einer Atom-U-Bootdivision der Pazifikflotte. Nach seiner Ernennung zum Konteradmiral im Jahr 1977 arbeitete er von 1978 bis 1980 als Stabschef einer U-Bootflottille und dann bis 1983 als ihr Kommandeur. Sein Verantwortungsbereich umfasste die Entwicklung der Infrastruktur der Flottille, die Ausbildung der Mannschaften und die Gewährleistung ihrer Gefechtsbereitschaft. Der 1981 zum Vizeadmiral beförderte Chwatow wurde 1983 Chef des Stabes der Pazifikflotte und am 27. Dezember 1986 ihr Befehlshaber. Im Oktober 1987 erfolgte seine Beförderung zum Admiral. Am 11. März 1993 wurde er in den Ruhestand entlassen. 
Zuletzt arbeitete Chwatow als Berater des Rektors der Staatlichen Marineuniversität G. I. Newelskoi im Fachbereich Militär. 
Er war von 1958 bis 1991 Mitglied der KPdSU und von 1990 bis 1991 Mitglied des ZK der KPdSU.

## Ehrungen und Auszeichnungen
- Rotbannerorden
- Orden „Für den Dienst am Vaterland in den Streitkräften der UdSSR“ 2. und 3. Klasse
- Orden für Tapferkeit
- Weitere Medaillen
- Ehrenbürger Wladiwostoks (29. Mai 2009)[2]